# 有毛冬青
有毛冬青（学名：Ilex pubigera）是冬青科冬青属的植物，是中国的特有植物。分布在中国大陆的云南等地，生长于海拔2,100米的地区，常生长在林中，目前已由人工引种栽培。

## 异名
- Ilex purpurea Hassk. var. pubigera C. Y. Wu ex Y. R. Li